# Kitajauratj
Kitajauratj är en sjö i Jokkmokks kommun i Lappland och ingår i Luleälvens huvudavrinningsområde. Sjön har en area på 0,196 kvadratkilometer och ligger 417 meter över havet.

## Delavrinningsområde
Kitajauratj ingår i det delavrinningsområde (740507-162451) som SMHI kallar för Utloppet av Karatj. Medelhöjden är 482 meter över havet och ytan är 222,51 kvadratkilometer. Räknas de 54 avrinningsområdena uppströms in blir den ackumulerade arean 1 173,22 kvadratkilometer. Pärlälven som avvattnar avrinningsområdet har biflödesordning 3, vilket innebär att vattnet flödar genom totalt 3 vattendrag innan det når havet efter 251 kilometer. Avrinningsområdet består mestadels av skog (63 procent). Avrinningsområdet har 61,06 kvadratkilometer vattenytor vilket ger det en sjöprocent på 27,4 procent.